# 市原中央高等学校
市原中央高等学校（いちはらちゅうおうこうとうがっこう）は、千葉県市原市土宇にある私立高等学校。

## 教育方針（生徒手帳より）
校訓「真心」を最高目標にして次の教育方針で前進する。
1. 建設的実行力のある人間育成
常に清らかな夢をもち明朗で真理と正義を愛し、真の勇気を蔵し建設的実行力に富んだ、いわゆるやりぬく人間育成にある。
2. 勤労精神を涵養し独立自尊の人間育成
「一日働かざれば一日食わず」の自己反省の立場より真理の探求にも身の修養にも常に真剣さを要求し、労して事の成る喜びを体得せしめ、独立自尊の人間育成にある。
3. 報恩感謝の心を養う
すべてよって来る条理を考え折目、けじめのついた態度、行動を要求し、報恩感謝の心を養い進んで他を敬愛する人格創造を期す。

## 教育目標（生徒手帳より）
1. 教育方針に則り人間形成に努める。
2. 個々の特性を見出し、個性の伸長を計り特技を発揮させるための英才教育・大学進学の目標達成に努力する。

## 学科
全日制課程 普通科（下記の5つのコースがある）
1. ハイレベルチャレンジコースⅠ類
2. ハイレベルチャレンジコースⅡ類（選抜クラスあり）
3. グローバルリーダーコース(GLC)
4. 芸術コース〈美術専攻〉
5. 芸術コース〈音楽専攻【ピアノ専攻、声楽専攻】〉

芸術コースは2022年度より生徒の募集を取りやめている。

## 沿革
- 1983年4月 - 初代学校長・真板益夫により、市原中央高等学校設立
- 1987年4月 - 芸術コース開設
- 1997年4月 - 英語コース開設（後にグローバルリーダーコースに改名）
- 2013年4月 - ハイレベルチャレンジコースⅠ類・Ⅱ類開設
- 2020年4月 - 英語コースからグローバルリーダーコースに改名
- 2021年4月 - 2022年度から芸術コースの生徒募集の停止を公表。これにより、木更津総合高等学校に新たに「美術コース」を新設

## 学校生活
- 制服は大変シンプルなデザインとなっており、カーディガンの着用は禁止であるが、指定セーターの着用は許されている。女子生徒はスラックスとスカート、リボンとネクタイを自由に組み合わせることができる。
- 校則に関する行事として、頭髪検査が2ケ月に1回行われていたが、現在は廃止されている。
- 最寄り駅は上総山田駅である。スクールバスは、五井駅線、鎌取線、加茂線、姉崎線、木更津線、東金線、菊間線、千葉みなと線、大原駅線、茂原線、本納線、土気線の12路線である。（千葉みなと線のみ有料で、その他路線は無料）
- 部活動の活動時間は放課後4時 - 6時、土曜日は9時 - 12時30分である。
- 系列校に清和大学があるため、内部推薦を利用して入学することができる。
- 苦手分野の克服から受験学習の徹底強化を目的とした、「特別ゼミナール」と呼ばれる希望制のプログラムが年間を通じて放課後、1コマあたり50分 - 100分単位で展開されている。

## 部活動・同好会
- バドミントン部
- バスケットボール
- 硬式野球部
- サッカー部
- 硬式テニス部
- バレーボール部
- 陸上競技部
- ソフトボール部
- 剣道部
- 柔道部
- 卓球部
- ダンス部
- トレッキング同好会
- インターアクトクラブ
- 吹奏楽部
- 茶道部
- 合唱部
- 歴史研究部
- 書道部
- 創作同好会
- 数学研究会
- 写真同好会
- クイズ研究会
- ESS
- フードカルチャークラブ

- パソコン同好会[1]

## 委員会・生徒会活動
- 美化委員会
- 図書委員会
- 保健委員会
- 放送委員会（全国大会出場経験有り）
- 新聞委員会
- 生徒会執行部

## 行事
- 4月  入学式、入学候補者オリエンテーション、遠足
- 5月
- 6月  第1期定期考査、文化祭
- 7月  第1期夏期セミナー、海外研修
- 8月  体験入学、第2期夏期セミナー、保護者対象説明会
- 9月  第2期定期考査、短期英語研修（英語コース）
- 10月 体育祭、第3期定期考査、創立記念日
- 11月 学校見学会、芸術コース音楽科 定期演奏会、校内見学会、修学旅行
- 12月 第3期定期考査
- 1月  入学試験
- 2月
- 3月  卒業式、第4期定期考査、春季セミナー

この他に全学年対象の模擬試験や学力の状態・学習の習慣を確認するテストが行われる。

## 著名な出身者
- 木村さおり - アナウンサー[2]
- 川島宏美 - モデル・システムエンジニア[3]
- 安藤佳祐 - 日本放送協会アナウンサー

## 不祥事
- 2018年の修学旅行中に副校長が泥酔して女子風呂に侵入して放尿し、処分された[4]。

## 系列校
- 清和大学
- 清和大学短期大学部
- 木更津総合高等学校

## 姉妹校
- Faith Lutheran College, Redlands（平成25年より)